# Resistencia a la compresión vertical del embalaje

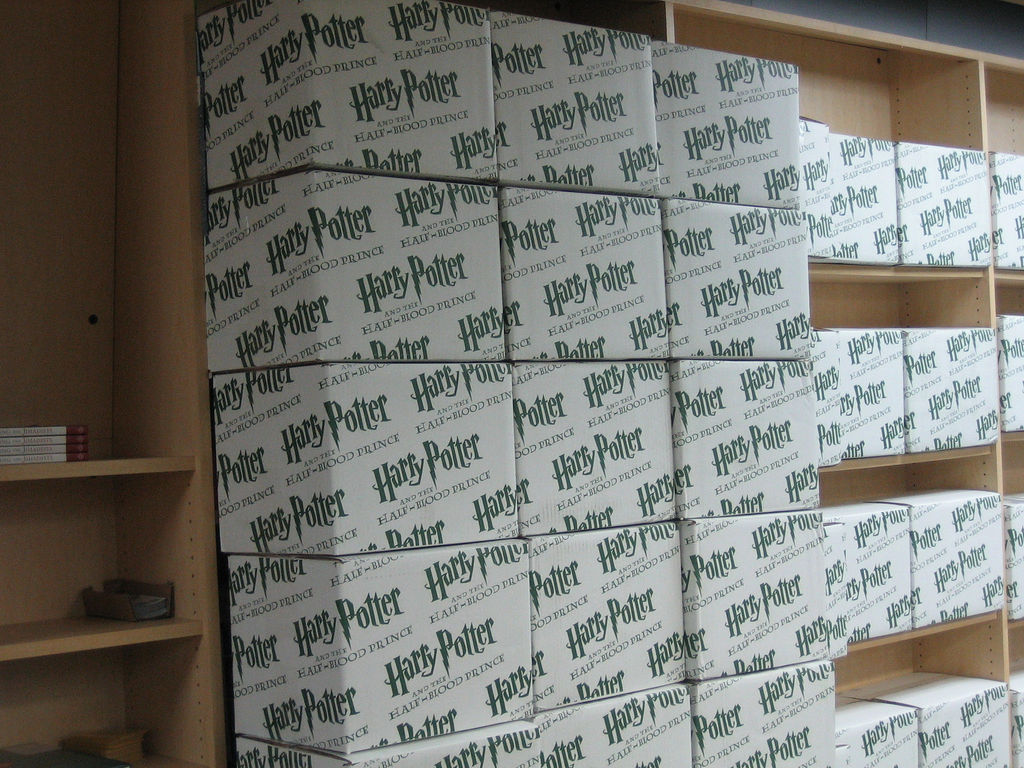
Cajas de solapas sometidas a un esfuerzo por compresión.

La resistencia a la compresión vertical de un embalaje es la resistencia de un embalaje al conjunto de fuerzas que se aplican sobre su parte superior. Se trata de la característica más importante de un embalaje ya que de ella depende que aguante las cargas del apilamiento durante las operaciones de almacenaje y transporte. En particular, es decisivo en embalajes de materiales poco rígidos como el cartón ondulado y el cartoncillo. 
El BCT (Box Compression Test) es el test más habitual realizado a un embalaje para evaluar su resistencia al apilamiento. El ensayo consiste en determinar el punto de ruptura del embalaje comprimiéndolo en una prensa que se va uniendo a una velocidad constante. El test se realiza sobre la caja en vacío si bien se opina que el envasado del producto puede modificar su comportamiento, por ejemplo al romper hacia fuera, en lugar de hacia adentro. En determinadas circunstancias, también se realiza sobre un conjunto de cajas situadas sobre un palet lo que permite comprender mejor su comportamiento en condiciones reales. El test permite también precisar los efectos de algunos factores contributivos a la resistencia (aporte del contenido, aporte de los embalajes adyacentes en el paletizado, etc) o destructivos (fuerza higrométrica, condensación, cadena de envasado, etc).
La pérdida de resistencia de una caja se produce en todo el proceso de fabricación y suministro: paletizado, transporte, almacenaje, etc. Los principales parámetros que influyen sobre el BCT son:
- El ECT del cartón
- La resistencia a la flexión del cartón
- El calibre o espesor del cartón
- El proceso de fabricación del cartón (el deterioro ligado al proceso: ondulado, troquelado, impresión, etc.)
- Las condiciones de utilización (mecanización, condiciones climáticas, naturaleza del producto, paletizado, etc.)

Cuando se aplica una compresión sobre una caja de solapas (el más común de los embalajes), son las aristas las que contribuyen principalmente al esfuerzo de resistencia. Cuanto más multiplicamos las aristas o los diedros en estructuras diferentes este modelo de embalaje, más aumentamos la capacidad de resistencia al apilamiento. Por ejemplo: los platós agrícolas añaden refuerzos interiores en los ángulos que sirven de base para el apilamiento pero también como refuerzo de la estructura. Los sistemas de cierre del embalaje sobre sí mismo (por ejemplo, las solapas) aportan una fuerza adicional que aumenta la resistencia al apilamiento.
Por el contrario, cuanto más debilitamos el embalaje introduciendo agujeros o perforaciones (asas, orificios de ventilación) en las proximidades de los diedros más reducimos la capacidad de resistencia al apilamiento del embalaje.
Existen procedimientos estándares para determinar el valor de Box Compression Test que requiere una caja en función de su peso, estiba y factores ambientales como: Tiempo bajo carga, Humedad bajo carga, Tipo de apilamiento,etc. En internet se pueden encontrar software para simplificar esta tarea. Tales como Cape Pack para Windows o una muy interesante aplicación para teléfono inteligente. esta se basa en un método de la Fiber Box Association que incluye factores de perdida por:
- Humedad
- Tiempo
- Tipo de apilado
- Tipo de entarimado
- Diseño de tarima
- Manipulación